# Опатковиці-Муроване
Опатковиці-Муроване (пол. Opatkowice Murowane) — село в Польщі, у гміні Імельно Єнджейовського повіту Свентокшиського воєводства.
Населення — 254 особи (2011).
У 1975-1998 роках село належало до Келецького воєводства.

## Демографія
Демографічна структура на день 31 березня 2011 року:
|          | Загалом | Допрацездатний вік | Працездатний вік | Постпрацездатний вік |
| -------- | ------- | ------------------ | ---------------- | -------------------- |
| Чоловіки | 130     | 28                 | 86               | 16                   |
| Жінки    | 124     | 27                 | 71               | 26                   |
| Разом    | 254     | 55                 | 157              | 42                   |